# Esthalbach
Der Esthalbach, manchmal auch Sattelbach genannt, ist ein knapp viereinhalb Kilometer langer Bach im rheinland-pfälzischen Landkreis Bad Dürkheim, der nach einem südöstlichen Lauf von links in den Speyerbach mündet.

## Geographie

### Verlauf
Der Esthalbach entspringt auf einer Höhe von 325 m ü. NHN dem Hengstental Brunnen knapp 800 Meter nordöstlich der Ortsgemeinde Esthal und direkt an der Grenze von Esthal zur Ortsgemeinde Frankeneck. Seine Quelle liegt am Südsüdostfuß des Mollenkopfs und am Nordostfuß des 490,9 m hohen Michaelsbergs in einem zum Staatsforst Johanniskreuz gehörenden Mischwald. Etwa 800 Meter im Ostnordosten von dort steht in der Gemarkung Weidenthal das in der Denkmalliste des Landes Rheinland-Pfalz aufgeführte Forsthaus Morschbacherhof.
Der Bach fließt zunächst, begleitet auf beiden Seiten von Waldwegen, gut 250 Meter in südöstlicher Richtung durch das enge und bewaldete Hengstental an der Gemeindegrenze von Esthal zu Frankeneck entlang, die er bis zu seiner Mündung markieren wird. Er wendet sich dann nach Südsüdosten und durchfließt eine unternutzte Nasswiese, die wegen ihrer naturraumtypischen Ausprägung als Biotop eine regionale Bedeutung besitzt. Etwas östlich befindet sich dort der Ausblick Esthaler Vorstadt.
Kurz darauf erreicht er die Kreisstraße 23, die dort auch Esthaler Straße heißt, und die ihn auf seinen weiteren Weg entlang der Grenze bis zur Mündung begleiten wird. Ein Teil des Wassers versickert in den dortigen Wiesen und ein anderer Teil fließt je nach Jahreszeit in den Untergrund, läuft dann unterirdisch in ostsüdöstlicher Richtung an dem auf seiner rechten Seite liegenden Dorf Esthal vorbei und taucht dann gut einen Kilometer später südwestlich des Großen Pfastertals und nordöstlich des 383,5 m hohen Aschbergs wieder an die Oberfläche auf. Etwa 800 nördlich von dort steht der 405,4 m hohe Kleine Pflasterberg. Er zieht nun etwa 200 Meter südostenwärts an der Nordostflanke des Aschbergs entlang, knickt dann beim Kleinen Pfastertals scharf fast nach Süden ab und wird etwas bachabwärts auf seiner rechten Seite von dem aus dem Straufelstal im Westen kommenden Vorderen Sattelbächlein verstärkt.
Der Esthalbach fließt nun ungefähr 300 Meter ostsüdostwärts, biegt dann auf der Höhe des auf seiner linken Seite liegenden Spitzensteiner Tals nach Südosten ab, zwängt sich dann zwischen dem 429,8 m hohen Dörrenberg auf seiner rechten Seite und dem 422,6 m hohen Unterstädter Berg auf der linken durch das enge und auf beiden Seiten bewaldete Esthaler Tal und passiert dabei nach ungefähr 600 Meter das ehemalige Esthaler Forsthaus, das dann bis 2000 als Feuerwehrschulungsheim genutzt wurde und heute eine Schänke und Pension ist. Dort in der Nähe stand früher einmal eine Sägmühle.
Der Bach dreht nun mehr und mehr nach Osten und läuft dabei südlich am mit Buchen bewachsenen Beckertal vorbei. Bei der Sattelmühle, einem ehemaligen Mühlenanwesen mit Wohn- und Wirtschaftsgebäuden, das sich zu einem Weiler entwickelt hat, wird er zu einem Mühlteich gestaut. Dort steht auf der rechten Seite auf einem Hügel, der von artenarmen Buchenhochwäldern bedeckt ist, in etwa 200 Meter Entfernung vom Bachbett das Naturdenkmal Fels am Sattelmühlereck.
Der Esthalbach unterquert noch die L 499, dort auch Talstraße genannt, und mündet schließlich am Südwestzipfel von Frankeneck auf einer Höhe von etwa 173 m ü. NHN von links in den dort zuletzt aus dem Südwesten heranziehenden oberen Speyerbach.
Sein 4,38 km langer Lauf endet ungefähr 152 Höhenmeter unterhalb seiner Quelle, er hat somit ein mittleres Sohlgefälle von etwa 35 ‰.

### Einzugsgebiet
Das 7,77 km² große Einzugsgebiet des Esthalbachs liegt im Mittleren Pfälzerwald und wird durch ihn über den Speyerbach und den Rhein zur Nordsee entwässert.
Es grenzt
- im Nordosten an das Einzugsgebiet des Hochspeyerbachs, der in den Speyerbach mündet;
- im Südwesten an das des Steinbachs und an das des Schankenbachs, die beide ebenfalls in den Speyerbach münden;
- im Westen an das des Speyerbach-Zuflusses Breitenbach;
- im Nordwesten an das des Dreibrunnenbachs, der in den Breitenbach mündet und
- im Norden an das des Weisenbach, der in den Hochspeyerbach mündet.

Das Einzugsgebiet ist fast vollständig bewaldet, nur der Mündungsbereich ist zum Teil besiedelt.
Die höchste Erhebung ist der Mollenkopf mit einer Höhe von 506 m im Norden des Einzugsgebiets.

### Zuflüsse
- Vorderes Sattelbächlein (rechts), 1,2 km, 2,49 km²

## Geologie
Das Tal liegt im Unteren Buntsandstein (Schlossbergschichten) des Trias mit roten, lokal auch gebleichten groben bis feinen Sandgesteinen. In den höheren Lagen dominieren Trifelsschichten mit kieseligen, violett- bis hellroten und mittel bis groben Sandgesteinen.

## Freizeit und Erholung
Der Bach wird teilweise vom etwa 15 km langen Prädikatswanderweg  Esthaler Brunnenwanderweg begleitet.